# سعاد محمد
سعاد محمد (2 فبراير 1926  - 4 يوليو 2011 ) مطربة مصرية، ولدت ببيروت لأب مصري وأم لبنانية وتحمل الجنسيتين المصرية واللبنانية انطلقت من دمشق.

## حياتها
ولدت سعاد محمد المصري في تلة الخياط في بيروت عام 1926 من أب مصري هاجر من بلدته أبو تيج في محافظة أسيوط ومن أم لبنانية
تزوجت ثلاث مرات وكان زواجها الأول من مكتشفها الأديب الصحافي محمد علي فتوح ودام زواجها منه 15 سنة وأنجبت منه ستة أبنــاء وبنات ثم انفصلا، وتزوجت بعد ذلك من المهندس المصري محمد بيبرس ورزقت مـنه بأربعة أبناء وتم الطــلاق بعد ذلك، ثم تزوجت من رجل لبناني اسمه أسعد ولم ترزق منه بأطفال وتم الطلاق أيضأ.
أجرت عمليتين جراحيتين خطيرتين، الأولى في القلب والثانية في الرأس، وخرجت بصحة جيدة. ولقد توفيت مساء يوم الاثنين 4 يوليو 2011 عن عمر ناهز 85 عاما في منزلها بالقاهرة.

## حياتها الفنية
كانت سعاد محمد تعيش في دمشق بسوريا وبدأت بغناء الموشحات في إذاعة دمشق في البداية، وبعد ذلك سافرت إلى مدينة حلب المعروفة بأنها عنوان الطرب في ذلك الزمن ومدينة الفن والغناء وحازت على الإعجاب ووصفت بأنها أجمل صوت نسائي سمعوه، ومن حلب اشتهرت وعرفت بصوتها الجميل، ولقد تعهد هذا الصوت الملحن محمد محسن، ومن ثم سافرت إلى القاهرة حيث شاركت بفيلم «فتاة من فلسطين».

### أفلامها
لم تقدم في السينما سوى فيلمين أولهما «فتاة من فلسطين» من إخراج محمود ذو الفقار وكان هو أول فيلم عن مأساة القضية الفلسطينية. ثم أسند إليها بطولة فيلمها الثاني «أنا وحدي» من إخراج هنري بركات وشاركها البطولة ماجدة ونور الدمرداش وصلاح نظمي. وبعد ذلك اعتزلت التمثيل واكتفت بالغناء في الإذاعة بأغاني فردية أو أغاني في برامج إذاعية، وقد قدمت الكثير من هذه البرامج، واكتفت من السينما بتقديم أغنيات مدبلجة لبطلات أخريات مثل أغانيها في فيلم «الشيماء أخت الرسول» سنة 1972 وفيلم «بمبة كشر».

### أغانيها
قدمت سعاد محمد أكثر من ثلاثة آلاف أغنية في الإذاعة السورية والإذاعة المصرية وغيرها من الإذاعات العربية، ومن أشهر أغانيها:
- قد كفاني (من ألحان الفنان الليبي علي ماهر)
- أوعدك
- وحشتني
- كم ناشد المختار ربه (فيلم الشيماء)
- يا رسول الله (فيلم الشيماء)
- يا محمد (فيلم الشيماء)
- رويدكم رويدكم (فيلم الشيماء)
- يا رب
- فتح الهوا الشباك
- يا حبيبتي يا غالية
- من غير حب
- هو صحيح الهوا غلاب
- مظلومة
- من غير حب
- يا بخت المرتاحين
- بقى أنت كدة
- قصيدة انتظار كلمات إبراهيم ناجي ولحن الموسيقار رياض السنباطي

كما شاركت في سبعينات القرن العشرين بأوبريت وطني لصالح دولة الكويت حمل اسم «هي الكويت موطني» إلى جانب صالح الحريبي، محمد حسن وفرقة أولاد عامر.

### وفاتها
توفيت الفنانة سعاد محمد في اليوم الرابع من يوليو 2011 وحدها في منزلها بالقاهرة إثر أزمة قلبية حادة ومفاجئة.